# Departamento de Seguros de Texas

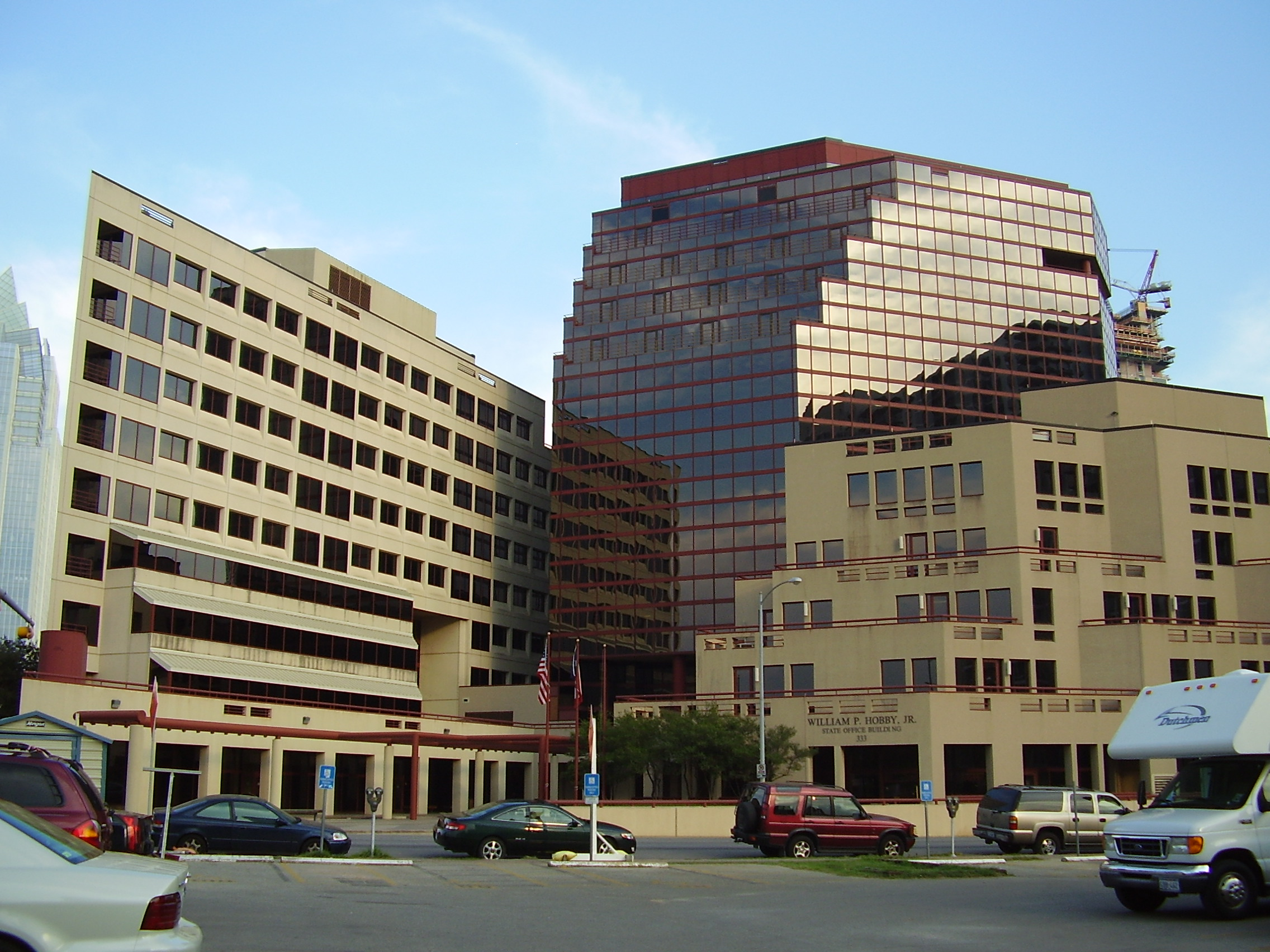
El William P. Hobby State Office Building tiene la sede del TDI.

Departamento de Seguros de Texas (idioma inglés: Texas Department of Insurance, TDI) es una agencia de Texas en los Estados Unidos. El departamento regula la industria de seguros. El departamento tiene su sede en el William P. Hobby State Office Building á 333 Guadalupe Street en Austin.